# 大野横刀
大野 横刀（おおの の たち、生没年不詳）は、奈良時代の貴族。姓は朝臣。官位は従五位上・鎮守判官。

## 経歴
聖武朝の天平19年（747年）正六位下から二階昇進して従五位下に叙爵。
天平21年（749年）に陸奥国小田郡で黄金が発見され、2月に朝廷に貢進される。同年4月にこれを瑞祥として天平から天平感宝に改元された。また閏5月には陸奥国司及び黄金発見に関わった者に対する叙位が行われ、陸奥国介であった佐伯全成とともに、鎮守判官であった横刀は従五位上に昇叙されている。

## 官歴
『続日本紀』による
- 時期不詳：正六位下
- 天平19年（747年）正月20日：従五位下
- 時期不詳：鎮守判官
- 天平感宝元年（749年）閏5月11日：従五位上